# Edward Brongersma
Edward Brongersma, född den 31 augusti 1911 i Haarlem, Nederländerna, död den 22 april 1998 i Bloemendaal/Overveen, Nederländerna, var en holländsk politiker och jurist. Han var medlem av den holländska senaten för Holländska arbetarpartiet i två perioder, 1945–1950 och 1963–1977. Han skrev ett flertal böcker och artiklar om kriminologi, sexualitet, lagstiftning, filosofi, moraliska frågor, litteratur med mera. Han var bland annat känd för sitt ställningstagande för pedofilers rättigheter, liksom för en liberalare lagstiftning i moralfrågor i allmänhet.